# Вильгельм де Альбини
Вильгельм де Альбини (или Уильям д'Обиньи I; англ. William de Albini) — нормандский рыцарь, вероятный участник нормандского завоевания Англии, основатель английских дворянских родов д'Обиньи, позднее — графов Арундел, и Моубрей, позднее — графов Норфолк.

## Биография
Вильгельм, вероятно, был некрупным нормандским рыцарем, во владении которого находилась небольшая сеньория Обиньи (фр. Aubigny) недалеко от города Перьер в Котантене. По названию этой сеньории Вильгельм и его потомки стали известны под фамилией д'Обиньи (латинизированная версия — де Альбини). Согласно Роберту Васу некий кравчий д'Обиньи (фр. li boteillier d'Aubignie) участвовал в нормандском завоевании Англии и сражался в битве при Гастингсе. Возможно, что называя этого д'Обиньи кравчим, Вас допускает анахронизм, присваивая участнику битвы при Гастингсе придворную должность его внука, Вильгельма д'Обиньи «Пинцерны», кравчего короля Генриха I. С другой стороны, упоминаемый Васом рыцарь, который вероятнее всего и является Вильгельмом де Альбини, мог быть кравчим герцогов Нормандии. 
О Вильгельме де Альбини известно крайне мало. Согласно средневековым генеалогиям, Вильгельм был женат на сестре Гримуля дю Плесси, одного из лидеров мятежей нижненормандских баронов против юного герцога Вильгельма. Гримуль участвовал в битве в долине Дюн в 1047 году, в которой мятежники были наголову разбиты войсками герцога, и в том же году скончался в своём замке. 
За участие в нормандском завоевании Англии в 1066 году Вильгельм де Альбини, очевидно, получил ряд земельных владений в Англии, прежде всего в Норфолке, где он построил замок Бакинем, до настоящего времени не сохранившийся. В первой половине XII века Бакинем был перестроен и стал одной из резиденций потомков Вильгельма из рода д'Обиньи. Дата и место смерти Вильгельма де Альбини не известны.

## Брак и дети
От брака с сестрой Гримуля дю Плесси Вильгельм де Альбини имел, по крайней мере, двух сыновей:
1. Роджер де Альбини, возможно также участник нормандского завоевания Англии, женат на Амиции де Мобрей, сестре Жоффруа, епископа Кутанса, и Роджера де Мобрея, отца Роберта де Мобрея, графа Нортумбрии. Роджер де Альбини и Амиция де Мобрей имели нескольких детей, из которых точно уставлены следующие:
  1. Уильям д’Обиньи по прозвищу «Пинцерна» (ум. до 1139), сеньор Бакинема, кравчий короля Генриха I, участник битвы при Таншбре 1106 года, женат на Матильде, дочери Роджера Биго. Их сын Уильям д'Обиньи (ум. 1176) женился на королеве Аделизе, вдове Генриха I, и в 1138 году стал 1-м графом Арундел.
  2. Найджел д’Обиньи (ум. 1129), один из ближайших соратников короля Генриха I, участник битвы при Таншбре, после подавления восстания баронов 1095 года получивший большую часть обширных владений Роберта де Мобрея, бывшего графа Нортумбрии, в Англии и Нормандии, в том числе замок Монбрей. Найджел был женат первым браком на Матильде де Лэгль, вдове Роберта де Мобрея, с которой он развёлся по причине её бездетности. Второй женой Найджел (1118) была Гундреда де Гурне, дочь Жерара де Гурне и Эдиты де Варенн, дочери Вильгельма де Варенна, 1-го графа Суррей. Их сын Роджер д’Обиньи (ум. ок. 1188) принял фамилию де Монбрей и стал основателем английского дворянского рода де Моубрей, чьи представители в XIV веке получили титул графа, а позднее и герцога Норфолк.
2. Найджел де Альбини, сеньор Кайноу, основатель замка Кайноу в Бедфордшире. Вероятно женат на Амиции де Феррьер, дочери Генриха де Феррьер. Потомки Найджела де Альбини являлись сеньорами Кайноу до 1272 года, когда, по пресечении мужской линии рода, замок перешёл к дому де Ласи.